# Pinus halepensis

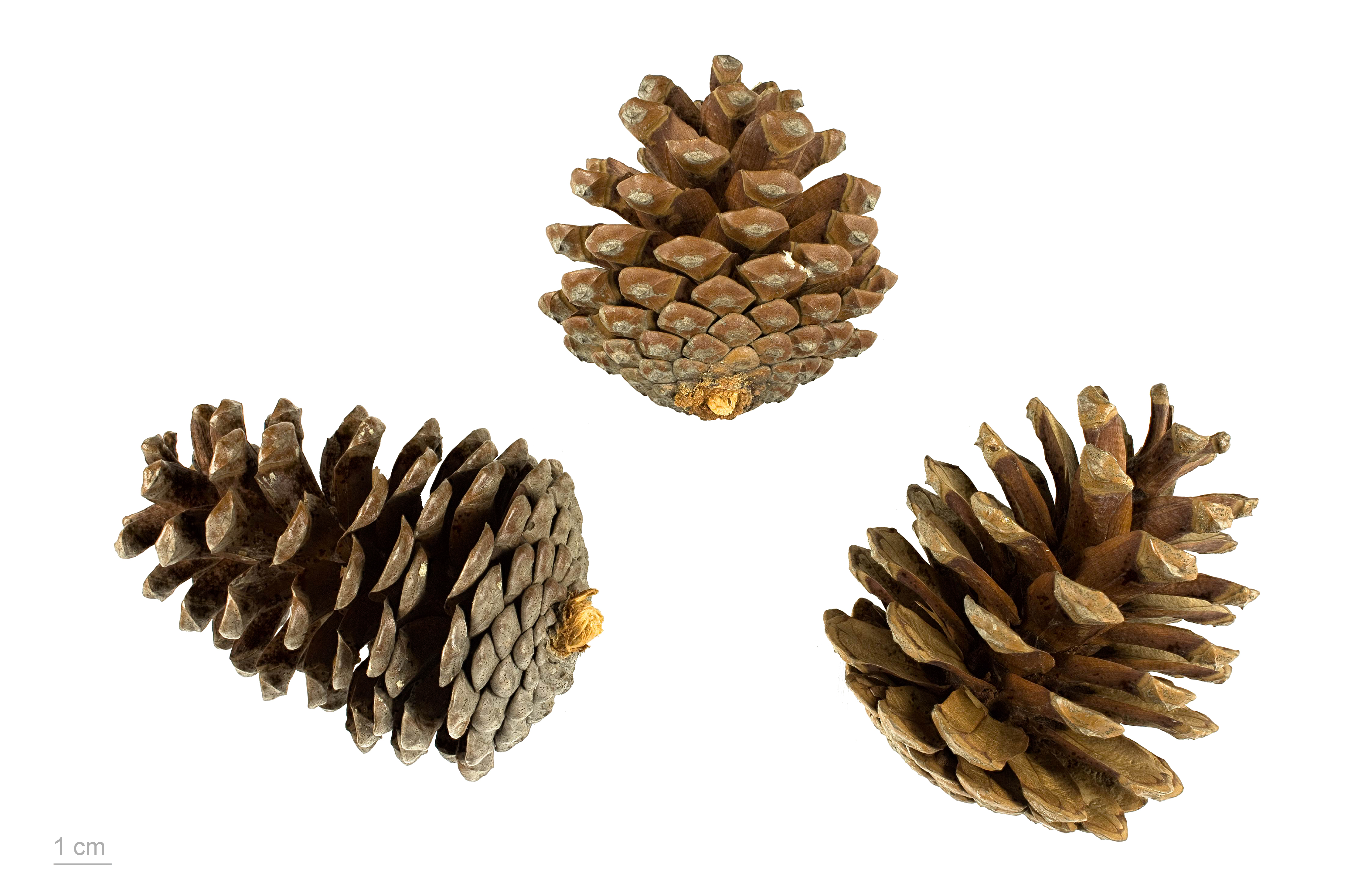
Piñas de Pinus halepensis

El Pinus halepensis, comúnmente conocido como pino carrasco o pino blanco, es una especie de árbol del género Pinus en la familia Pinaceae. Es originario de la región mediterránea, tanto del norte como del sur. 

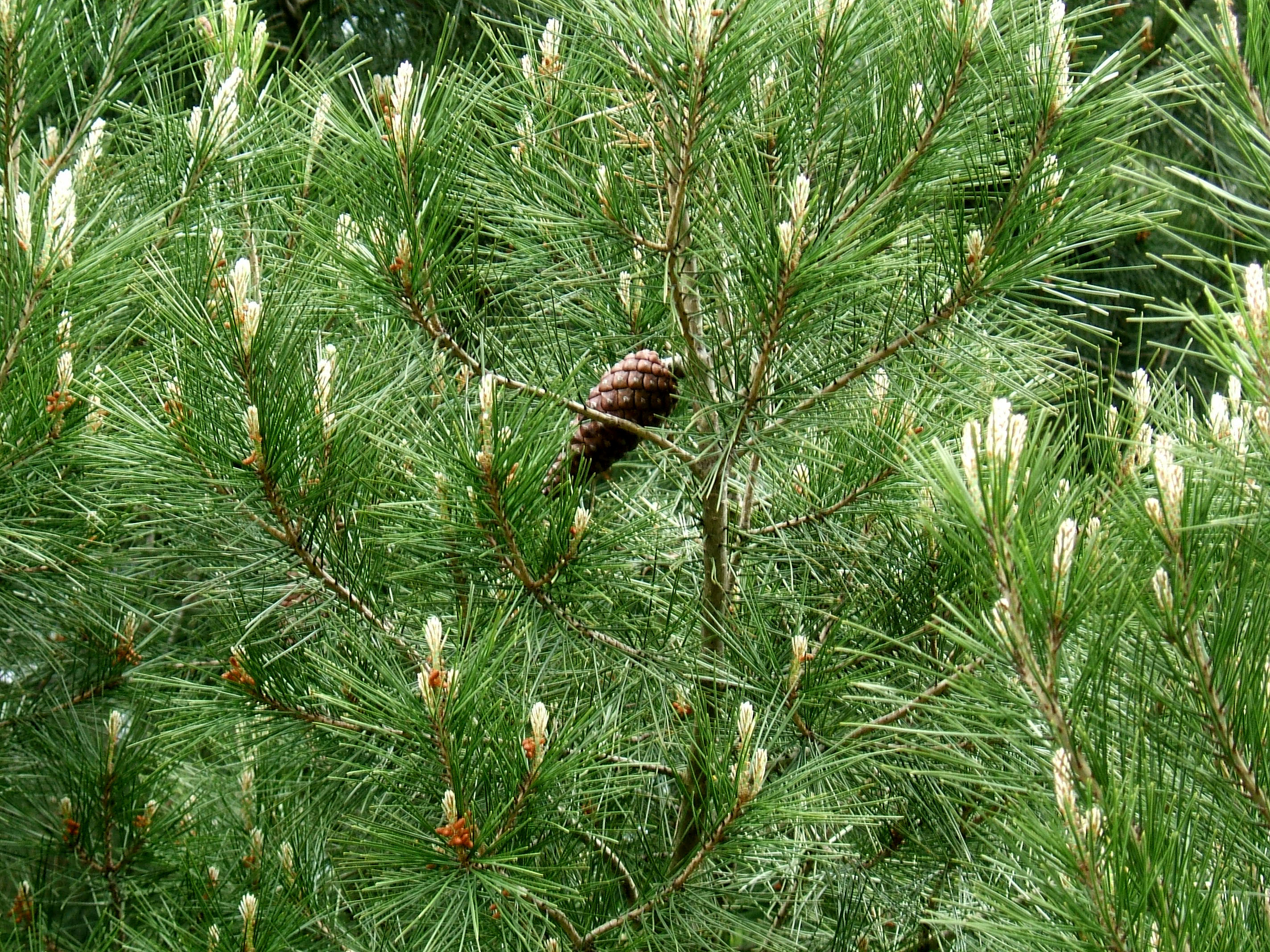
Vista del follaje del árbol

## Descripción

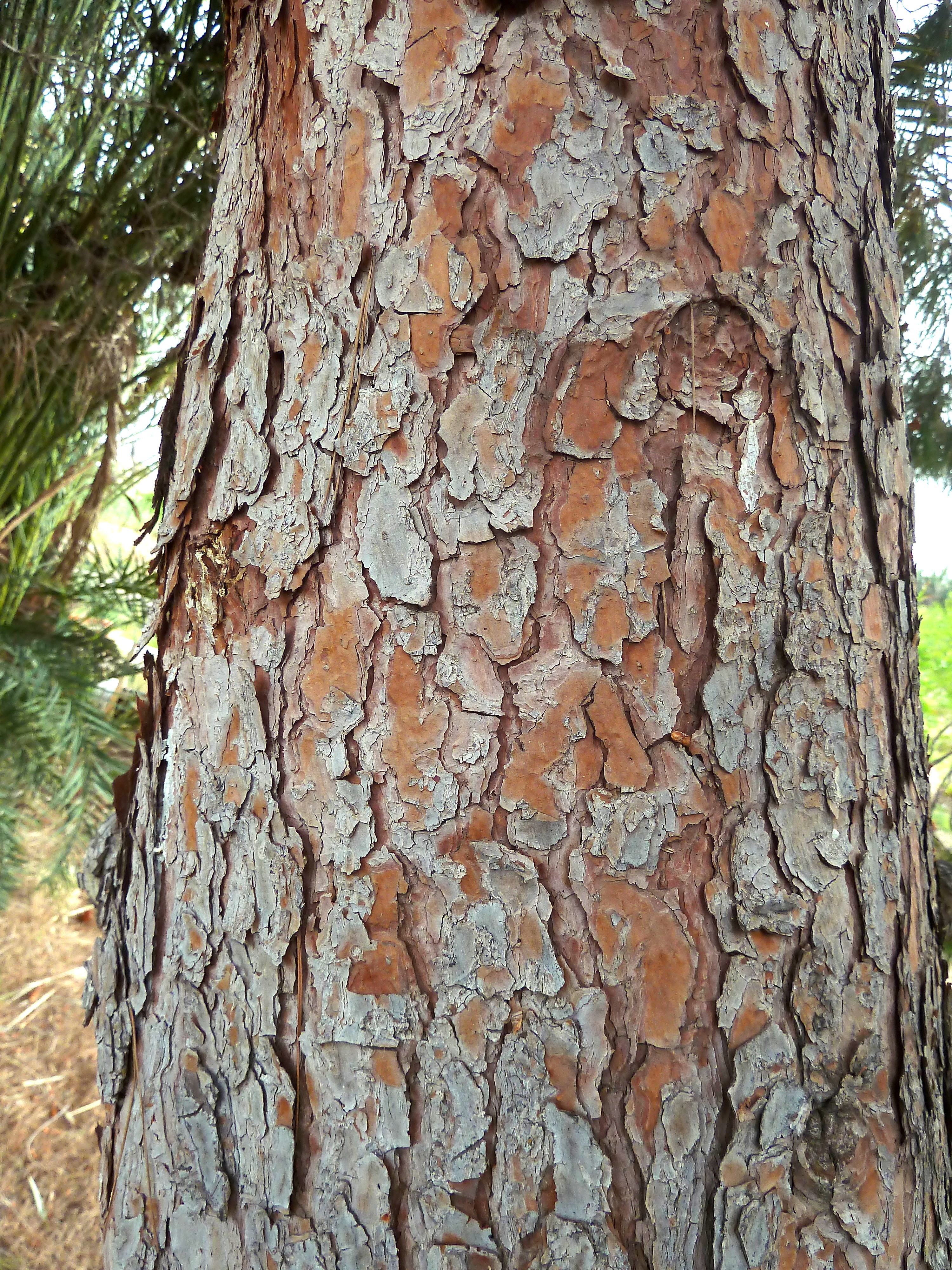
Detalle de la corteza blanquecina de Pinus halepensis.

Puede alcanzar los 25 metros de altura. El tronco es macizo y tortuoso, de corteza gris blanquecina y copa irregular. Estróbilos rojizos de forma oval de unos 10 cm de longitud. Acículas largas agrupadas de dos en dos, muy flexibles y ligeramente amarillentas. Piñas pequeñas y pedunculadas. Es muy resistente a la aridez, las ramas y la corteza son grisáceas. Las hojas tienen de 0,7 a 1 mm de anchura y de 6 a 12 cm de longitud y son de un verde amarillento. Florece en abril o en mayo y hace muchas piñas, de 5 a 12 cm de longitud, con un claro pedúnculo y con escamas con escudetos poco prominentes. Es un árbol bastante xerófilo (adaptado a la escasez de agua) y heliófilo (requiere abundante sol). Es el árbol dominante en grandes extensiones del encinar, donde se ha extendido colonizando los cultivos abandonados, puesto que se trata de una especie oportunista. También los incendios favorecen su propagación, puesto que por un lado el fuego hace estallar las piñas y expande las semillas y de otra las altas temperaturas favorecen la apertura de las piñas: es una planta pirófila. En general ocupa la zona de solana.

## Distribución
Está presente en bosques secos, de tipo mediterráneo, de Europa, Asia occidental y África del norte.
Se distribuye por gran parte de la región Mediterránea occidental, si bien, en la península ibérica habita el sector oriental principalmente. Crece, por lo general, hasta una cota de los 1600 m s. n. m..
Se trata de una especie indiferente edáfica, con preferencia por suelos calizos. Soporta muy bien altas temperaturas y sequías prolongadas, aunque suele sufrir con heladas persistentes.
Suele crecer en zonas de clima mediterráneo, donde abunda el sol y no hay exceso de lluvias o frío. Por ello, suele preferir terrenos calizos cercanos a la costa (las islas de Ibiza y Formentera deben su denominación como islas Pitiusas, “islas de pinos”, a la abundancia de esta especie en sus costas). 
El pino carrasco es perfecto para restaurar y frenar la erosión en terrenos secos que se encuentren en las proximidades de la costa. A lo largo de la historia de las repoblaciones en la península ibérica, Pinus halepensis ha sido muy utilizado, lo que ha favorecido a su expansión por todo el territorio.
Ha sido llevado también para utilizar su madera a África y otros continentes, donde ha entrado en competencia con la vegetación local. 

## Propiedades
Contiene como principio activo la trementina.

## Usos
Las grandes repoblaciones forestales ayudan a la conservación del suelo frente a la erosión, aunque al mismo tiempo son propensas a los incendios de grandes proporciones por tratarse de una especie pirófila. La madera se usa solo para la producción de celulosa o para hacer cajas de madera, porque el tronco no acostumbra a ser muy recto y no se puede usar para otras utilidades.
Se trata de una especie cuya madera no es demasiado valiosa debido a su abundante resina, no obstante, es utilizada para la elaboración de algunos embalajes o aglomerados e incluso para curtir piezas. También se utiliza en la producción de resina.

## Taxonomía
Pinus halepensis fue descrita por  Philip Miller y publicado en The Gardeners Dictionary: . . . eighth edition no. 8. 1768.
Etimología
- Pinus: nombre genérico dado en latín al pino.[4]
- halepensis: epíteto geográfico que alude a su localización en  Aleppo.

Citología
Número de cromosomas de Pinus halepensis (Fam. Pinaceae) y táxones infraespecíficos: 2n=24
Sinonimia
- Pinus alepensis Poir. in Lamarck, 1804
- Pinus maritima Mill., 1768
- Pinus sylvestris L. var. maritima, Aiton 1789
- Pinus maritima Aiton 1813 non Mill., 1768
- Pinus penicillus Lapeyr., 1813
- Pinus arabica Sieber ex Spreng., 1826
- Pinus genuensis Cook, 1834
- Pinus halepensis Mill. var. genuensis (Cook) Antoine, 1840
- Pinus hispanica Cook, 1834
- Pinus halepensis Mill. var. minor Antoine, 1840
- Pinus carica D.Don in Fellows, 1841
- Pinus halepensis Mill. var. carica (D.Don) Carr., 1855
- Pinus abasica Carr., 1855
- Pinus halepensis Mill. var. abasica (Carr.) Carr., 1867
- Pinus loiseleuriana Carr., 1855
- Pinus pityusa [6] Steven, 1838
- Pinus pseudohalepensis Denhardt ex Carr., 1855
- Pinus parolinii Vis., 1856
- Pinus × saportae Rouy, 1913
- Pinus ceciliae Llorens & L. Llorens, 1984
- Pinus halepensis Mill. var. ceciliae (Llorens & L.Llorens) Rosello et al., 1992[7]

## Nombre común
- Castellano: blanquillo, carrasco, pin carrasco, pinacho, pincarrasco, pino, pino aldepensis, pino blanco, pino blanquillo, pino carrasco, pino carrasqueño, pino de Alepo, pino de Aleppo, pino de Córcega, pino de Génova, pino de Jerusalén, pino de cuello rojo, pino halepo, pino negro, piña, piñeiro de Alepo, piñón, tea.[8][9]